# Alain Guillerm
Alain Guillerm, född 9 april 1944 i Paris, död 25 juni 2005 i Paris, var en fransk historiker. Han var medlem av Socialisme ou Barbarie.

## Biografi
Alain Guillerm föddes i Paris år 1944. Han var medlem av Parti socialiste unifié och Socialisme ou Barbarie, där han försvarade luxemburgismen, en revolutionär socialistisk strömning, uppkallad efter Rosa Luxemburg. Senare var han aktiv i Union démocratique bretonne samt L'Écologie Les Verts.
Som forskare var Guillerm verksam vid Centre national de la recherche scientifique (CNRS).
Alain Guillerm dog i Paris 2005, 61 år gammal.